# سيرخو روشيت
سيرخو رامون روشيت ألفاريز (بالإسبانية: Sergio Ramón Rochet Álvarez)‏ (مواليد 23 مارس 1993 في كولونيا، الأوروغواي - ) هو لاعب كرة قدم أوروغواني، يلعب مع نادي ناسيونال مونتيفيديو و‌منتخب الأوروغواي لكرة القدم في مركز حراسة المرمى.

## روابط خارجية
- سيرخو روشيت على موقع الاتحاد الأوربي (الإنجليزية)
- سيرخو روشيت على موقع اتحاد تركيا (لاعب) (الإنجليزية)
- سيرخو روشيت على موقع إي إس بي إن إف سي (الإنجليزية)
- سيرخو روشيت على موقع قاعدة بيانات كرة القدم.إي يو (الإنجليزية)
- سيرخو روشيت على موقع ناشيونال فوتبول تيمز (الإنجليزية)
- سيرخو روشيت على موقع Soccerbase.com (لاعب) (الإنجليزية)
- سيرخو روشيت على موقع Soccerway.com (الإنجليزية)
- سيرخو روشيت على موقع عالم كرة القدم.نت (الإنجليزية)
- سيرخو روشيت على موقع AS.com (الإسبانية)